# Annona sylvatica
Annona sylvatica (лат.) — дерево, вид цветковых растений рода Аннона (Annona) семейства Анноновые (Annonaceae). Эндемик Бразилии. Плоды растения съедобны и регулярно собираются в дикой природе местными жителями. Иногда Annona sylvatica выращивают в культуре. Считается хорошим видом для использования в проектах по лесовосстановлению, поскольку он очень быстро растёт в молодом возрасте.

## Описание
Annona sylvatica — дерево, достигающее высоты 6-8 м. Растёт очень быстро и достигает взрослого размера через 4-5 лет после прорастания. Семена прорастают в почве примерно через 50 дней после посева. Корень — стержневой с множеством корешков. Семядоли полностью развёрнутые, листоватые, тонкие и фотосинтезирующие.

## Распространение и местообитание
Annona sylvatica — эндемик Бразилии. Встречается от штата Пернамбуку до Риу-Гранди-ду-Сул, на прибрежной полосе, а также в штатах Минас-Жерайс, Гояс и Мату-Гросу-ду-Сул. Его плоды с удовольствием поедаются птицами, грызунами и высоко ценятся людьми, хотя в них мало мякоти. Они довольно распространены в полулистопадных лесах на высоте до 800 м, как это бывает в некоторых регионах Атлантического леса. Для получения рассады семена необходимо собрать из полностью созревших плодов, когда они желтые и мягкие. Их необходимо измельчить в проточной воде, а затем натереть песком, чтобы облегчить прорастание.

## Использование
Коммерческое использование вида неизвестно, но растение часто изпользуется в восстановлении деградированных территорий. Он весьма привлекателен для фауны, несмотря на то, что содержит небольшое количество мякоти по сравнению с другими видами семейства Annonaceae.

## Галерея

Annona sylvatica
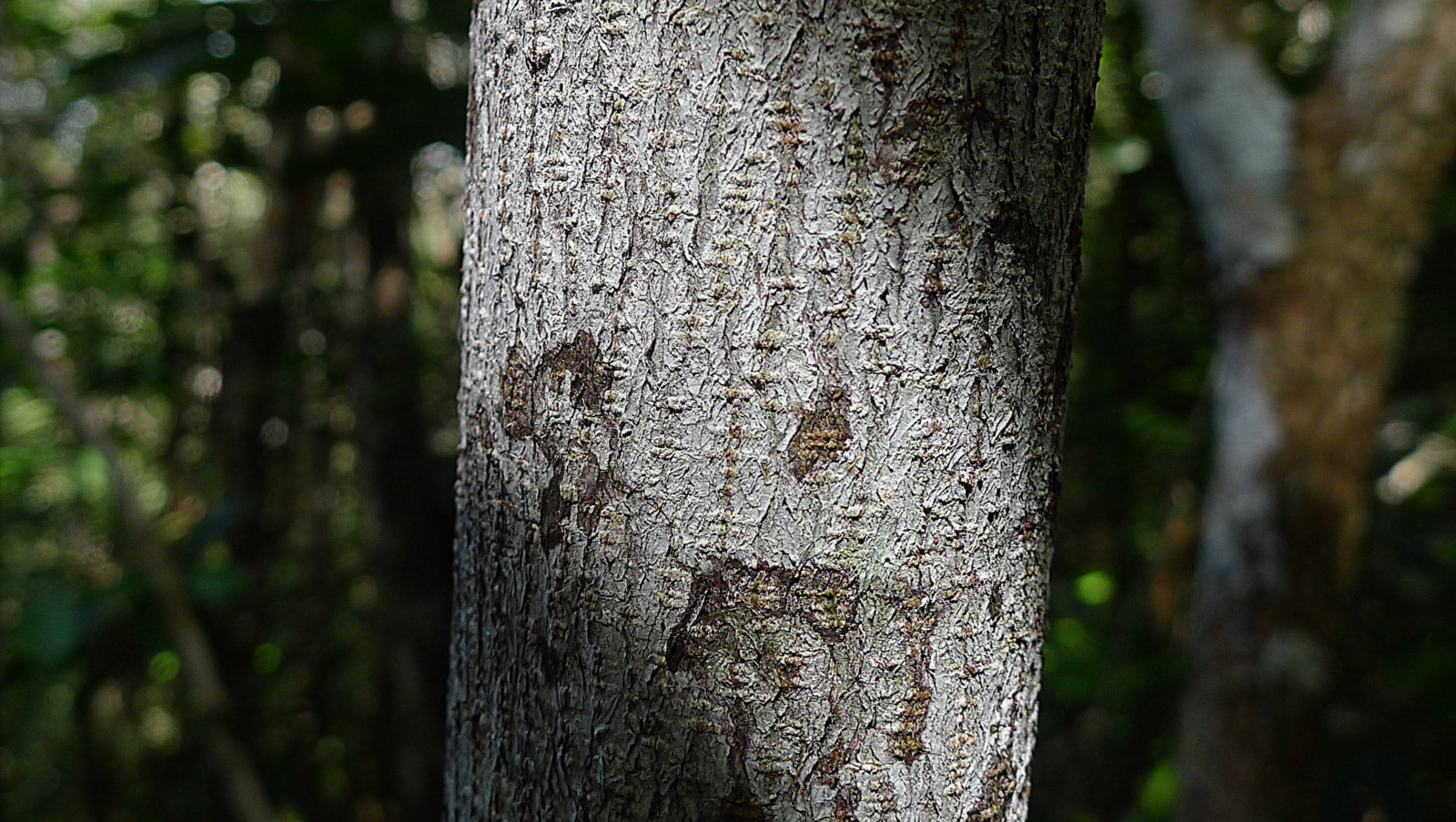
Кора
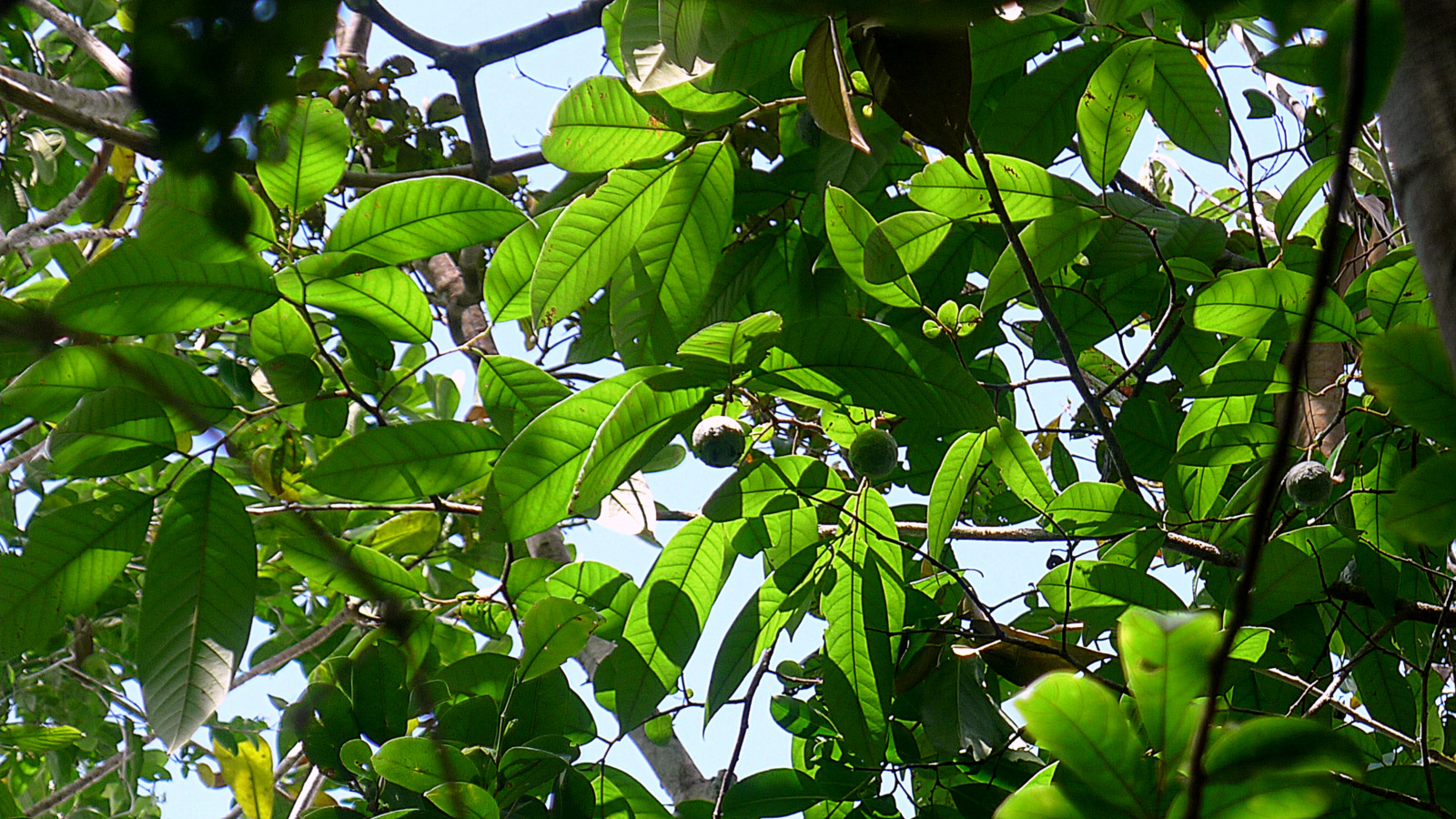
Листва
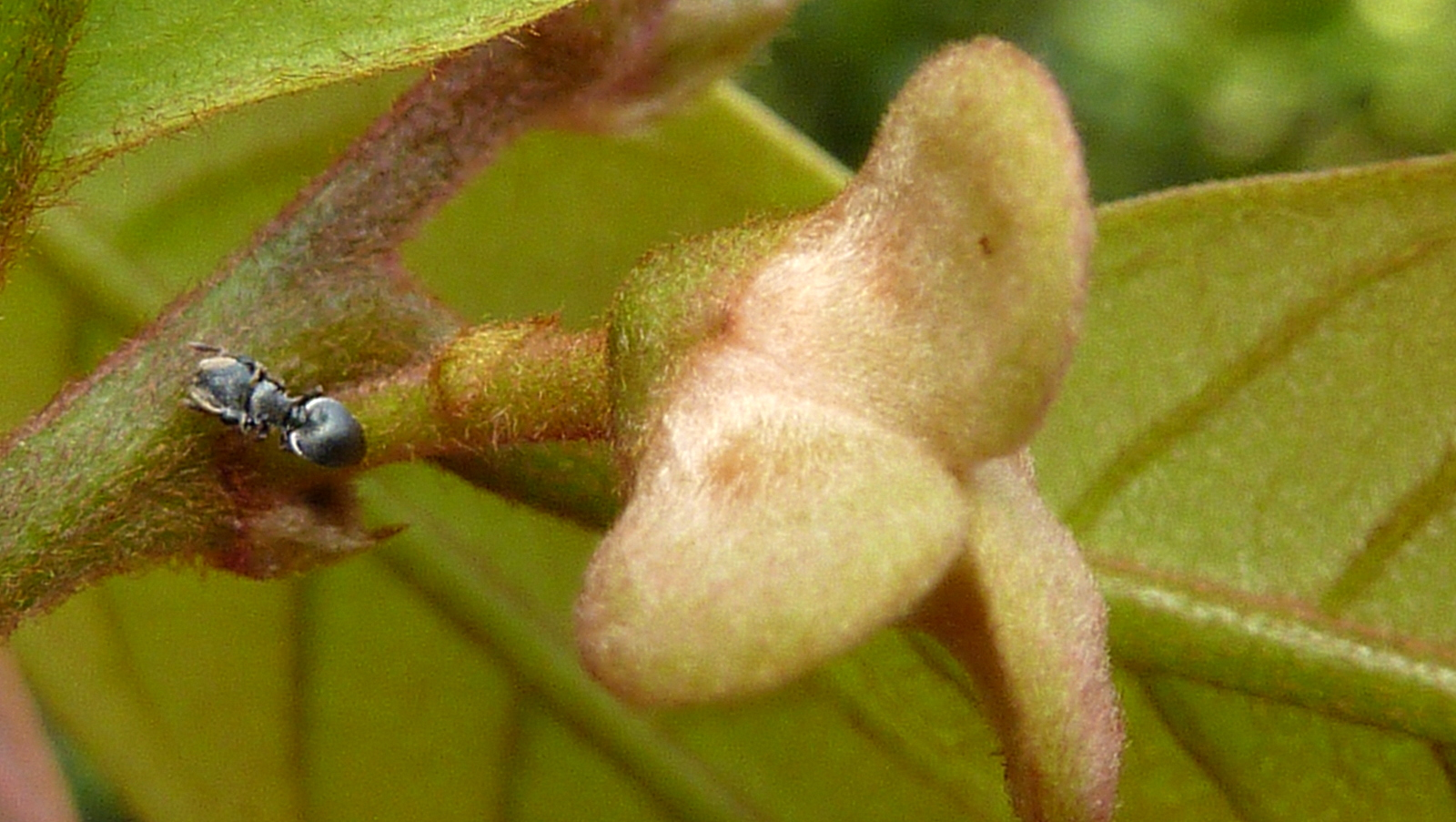
Бутоны
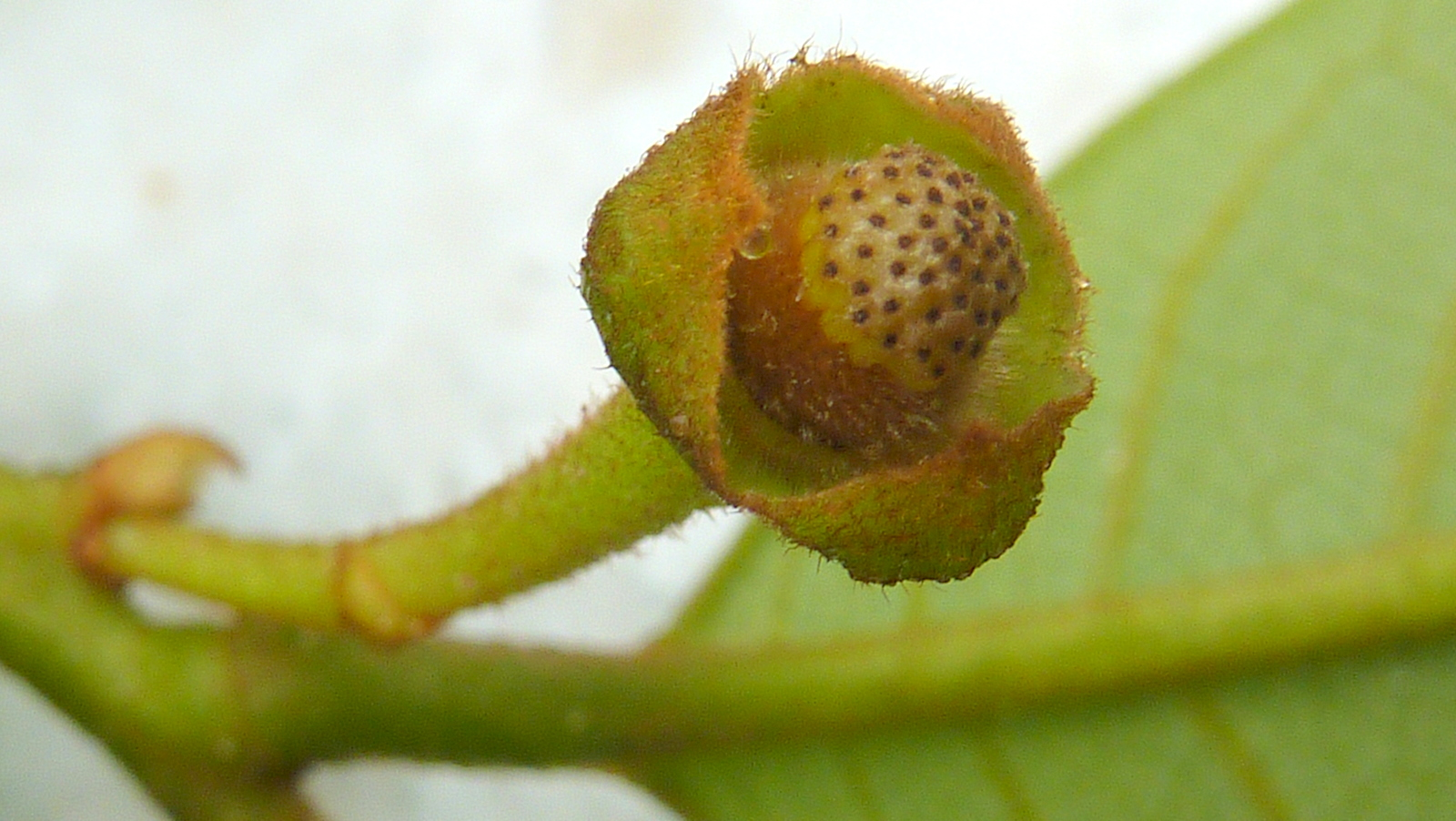
Завязь
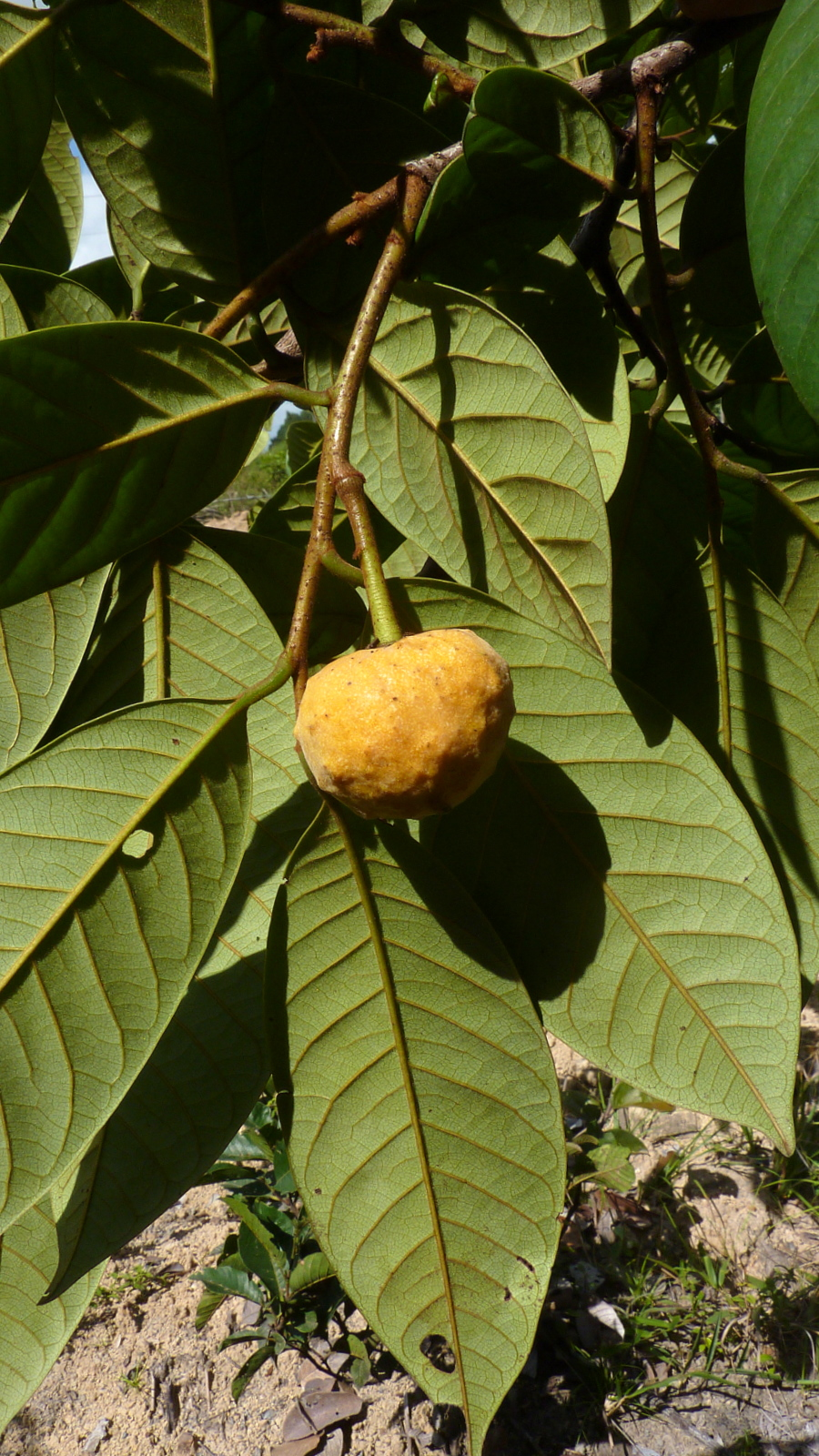
Плод
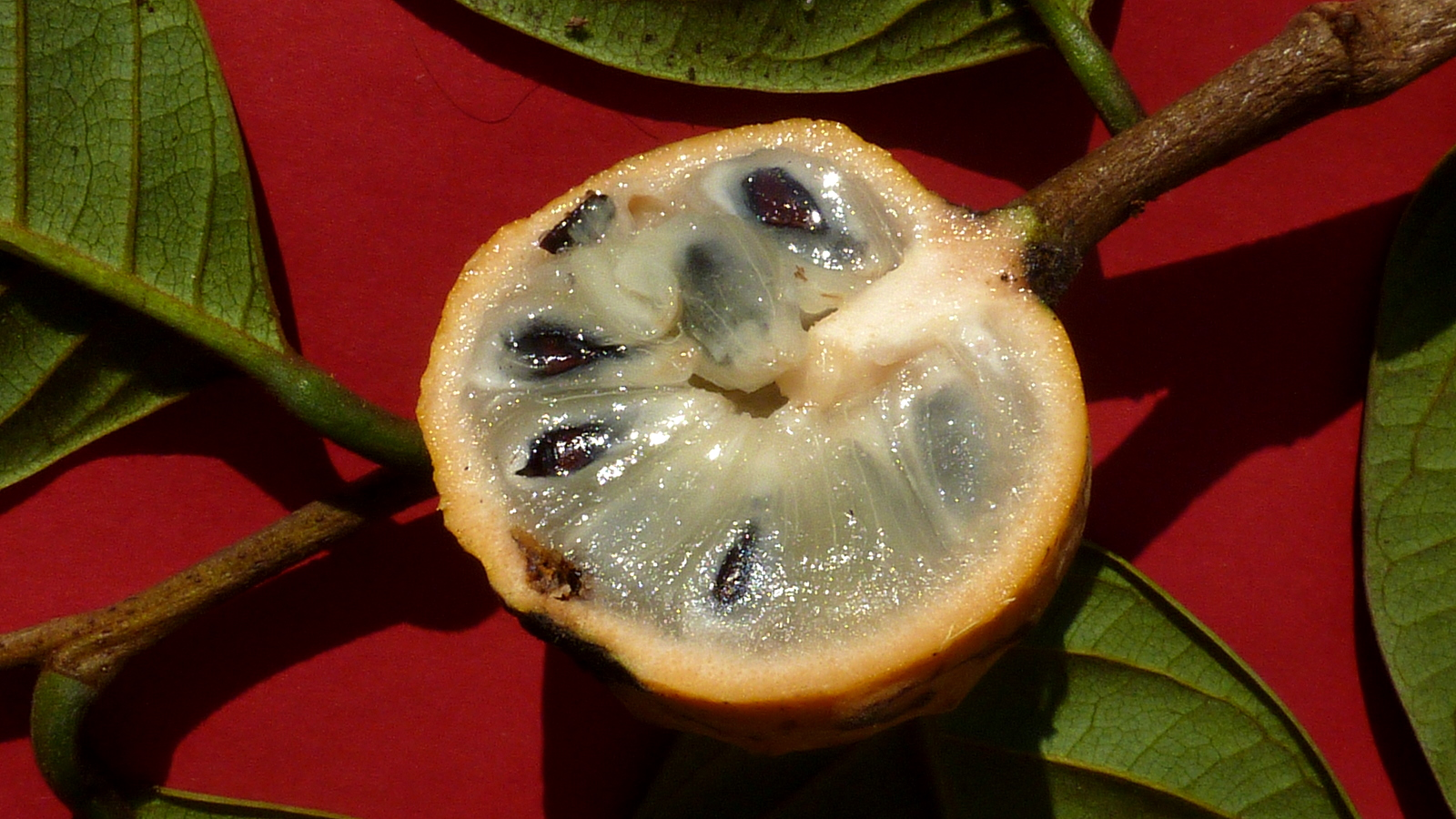
Срез спелого плода